# 時の限りに
「時の限りに」 (Con Los Años Que Me Quedan)は、グロリア・エステファンの楽曲。通算13枚目のスタジオ・アルバム『ミ・ティエラ〜遙かなる情熱』から2枚目のシングルとしてリリースされた。イングリッシュ・バージョン（「イフ・ウィ・ワー・ラヴァーズ」）も制作された。
タリア（2012年）やジョシュ・グローバン（2020年）によるカバー・バージョンも発表されている。

## 収録曲
日本盤 マキシ・シングル
1. 時の限りに
2. 時の限りに / イフ・ウィ・ワー・ラヴァーズ
3. イフ・ウィ・ワー・ラヴァーズ

## チャート
| チャート (1993年)                                                  | 最高位 |
| ------------------------------------------------------------------ | ------ |
| UK シングルス (OCC) "If We Were Lovers/Con Los Años Que Me Quedan" | 40     |
| US Hot Latin Songs (Billboard)                                     | 1      |

| チャート (1993年)                       | 順位 |
| --------------------------------------- | ---- |
| US ホット・ラテン・ソングス (Billboard) | 21   |